# Westabhangkeramik
Mit dem modernen Begriff Westabhangkeramik wird eine Gattung der griechischen Feinkeramik der spätklassischen und der hellenistischen Zeit bezeichnet.

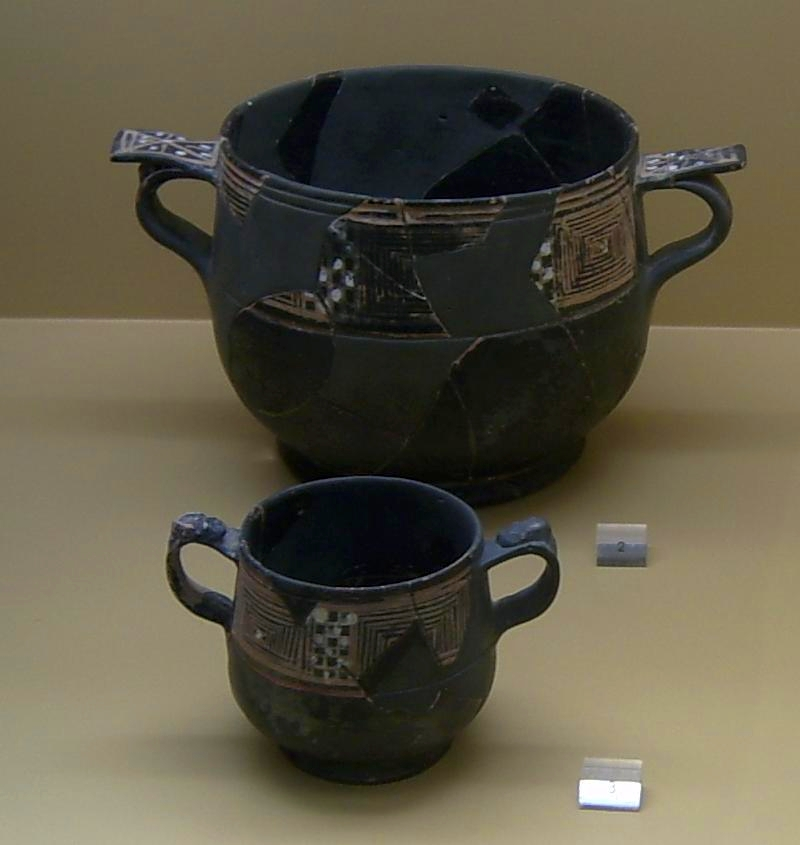
Zwei Kantharoi im Agora-Museum von Athen, 225/210 v. Chr.

Die Westabhangkeramik fand besonders im östlichen Mittelmeerraum Verbreitung. Der Name wurde 1901 durch Carl Watzinger geprägt. Namensgebend waren Keramikfunde am westlichen Hang der Akropolis von Athen. Dabei handelt es sich um eine Gattung der Schwarzfirnis-Keramik. Zusätzlich wurde diese Keramikgattung mit weißem, gelbem und rosa Tonschlicker, Ritzungen, vertikalen Riefelungen und Radstempelmustern verziert. Die Westabhangkeramik entstand im 4. Jahrhundert v. Chr. aus einer Keramikgattung mit aufgelegten gelblich-orangen plastischen Ornamenten, die Vergoldungen nachahmte.
Besonders gut ist die Westabhangkeramik aus Athen bekannt. Doch lassen sich mehrere weitere Produktionszentren nachweisen. Besonders Pergamon ist als Zentrum zu nennen. Da Athen zu dieser Zeit nicht mehr den Keramikmarkt im mediterranen Raum beherrschte, ist nicht davon auszugehen, dass es sich hier um eine von attischen Erzeugnissen dominierte Form handelt, sondern dass man in Athen einen allgemeinen Trend in der Keramikherstellung lediglich aufnahm und mittrug. Die gängigsten Gefäßformen waren die Pyxis, der Krater, die Hydria, die Amphore, die Pelike, die Kanne, der Krateriskos, der Kantharos, der Kelchbecher, die Schale und die Lebes. Im westlichen Mittelmeerraum gab es ähnliche Entwicklungen. So ist die polychrome Gnathia-Gattung nahe verwandt. Westabhangkeramik gab es in mehreren Entwicklungsstufen bis in die zweite Hälfte des 2. Jahrhunderts v. Chr.